# ستيلا (مغنية)
ستيلا (بالصينية: 黃湘怡) هي مغنية صينية، ولدت في 17 ديسمبر 1980 في سنغافورة.

## وصلات خارجية
- ستيلا على موقع IMDb (الإنجليزية)
- ستيلا على موقع ميوزك برينز (الإنجليزية)
- ستيلا على موقع قاعدة بيانات الفيلم (الإنجليزية)